# 阿賓頓 (麻薩諸塞州)
阿賓頓（英語：Abington）是一個位於美國麻薩諸塞州普利茅斯縣的鎮。

## 人口
根據2020年美國人口普查的數據，阿賓頓的面積為26.39平方千米，當中陸地面積為25.80平方千米，而水域面積為0.59平方千米。當地共有人口17062人，而人口密度為每平方千米647人。